# Женжера, Татьяна Сергеевна
Татьяна Сергеевна Женжера (род. 8 декабря 1987, Сибирцево-3, Приморский край) — российская баскетболистка, игравшая на позиции разыгрывающего защитника (позднее - легкого форварда).

## Карьера
Родилась в семье баскетбольных тренеров Сергея и Тамары Женжеры. Уже в 15 лет переехала в Хабаровск, где она выступала за команду "Спартак-Дальавия" в Суперлиге ДЮБЛ. После поступления в Дальневосточный федеральный университет, баскетболистка защищала цвета команды ВУЗа, с которой в 2010 году побеждала в студенческой лиге и стала MVP Суперфинала АСБ.
В сезоне 2010/2011 подписала контракт с профессиональной командой "Энергия" (Иваново). Вместе с ней Женжера в 2011 году победила в Суперлиге и пробилась в Премьер-Лигу. В женской баскетбольной элите спортсменка провела за клуб пять игр, после чего перешла в сыктывкарскую "Зыряночку".
После возвращения на родину Женжера поступила в магистратуру ДВФУ и вновь вернулась в студенческий баскетбол. В 2013 году она вновь стала чемпионкой АСБ и лучшим форвардом финального турнира. В июне 2016 года вместе с Александром Тушиным стала победительницей второго регионального турнира российского отборочного этапа к неофициальному чемпионату мира по баскетболу один на один среди мужчин и женщин Red Bull King of the Rock и Red Bull Queen of the Rock.
В 2017 году Татьяна Женжера была названа лучшим защитником и лучшим игроком десятилетия в АСБ.

## Достижения

### Командные
- Победитель женской Суперлиги (1): 2011/12.
- Чемпионка АСБ (2): 2009/10, 2012/13.

### Личные
- MVP Суперфинала АСБ (1): 2010.
- Лучший форвард Суперфинала АСБ (1): 2013.
- Лучшая баскетболистка десятилетия в АСБ: 2017.
- Лучший защитник-женщина десятилетия в АСБ: 2017.